# Bío Bío (estación del Metro de Santiago)
Bío Bío es una estación ferroviaria que forma parte de la red del Metro de Santiago de Chile. Se encuentra subterránea, entre las estaciones Franklin y Ñuble de la Línea 6.
A partir de 2030 la estación servirá de combinación con la Línea 9, que conectará las comunas de Santiago y La Pintana.

## Entorno y características
En el entorno inmediato a la estación se encuentra el barrio Franklin, un histórico barrio de la ciudad caracterizado por su identidad comercial popular. Adicionalmente, en 2018 fueron inaugurados 19 estacionamientos para bicicletas, como parte de la «Línea 0» del metro, para fomentar el uso combinado de las ciclovías cercanas a la estación.

### Accesos
| Acceso | Intersección                  |
| ------ | ----------------------------- |
| A      | Av. Santa Rosa con Centenario |

## MetroArte

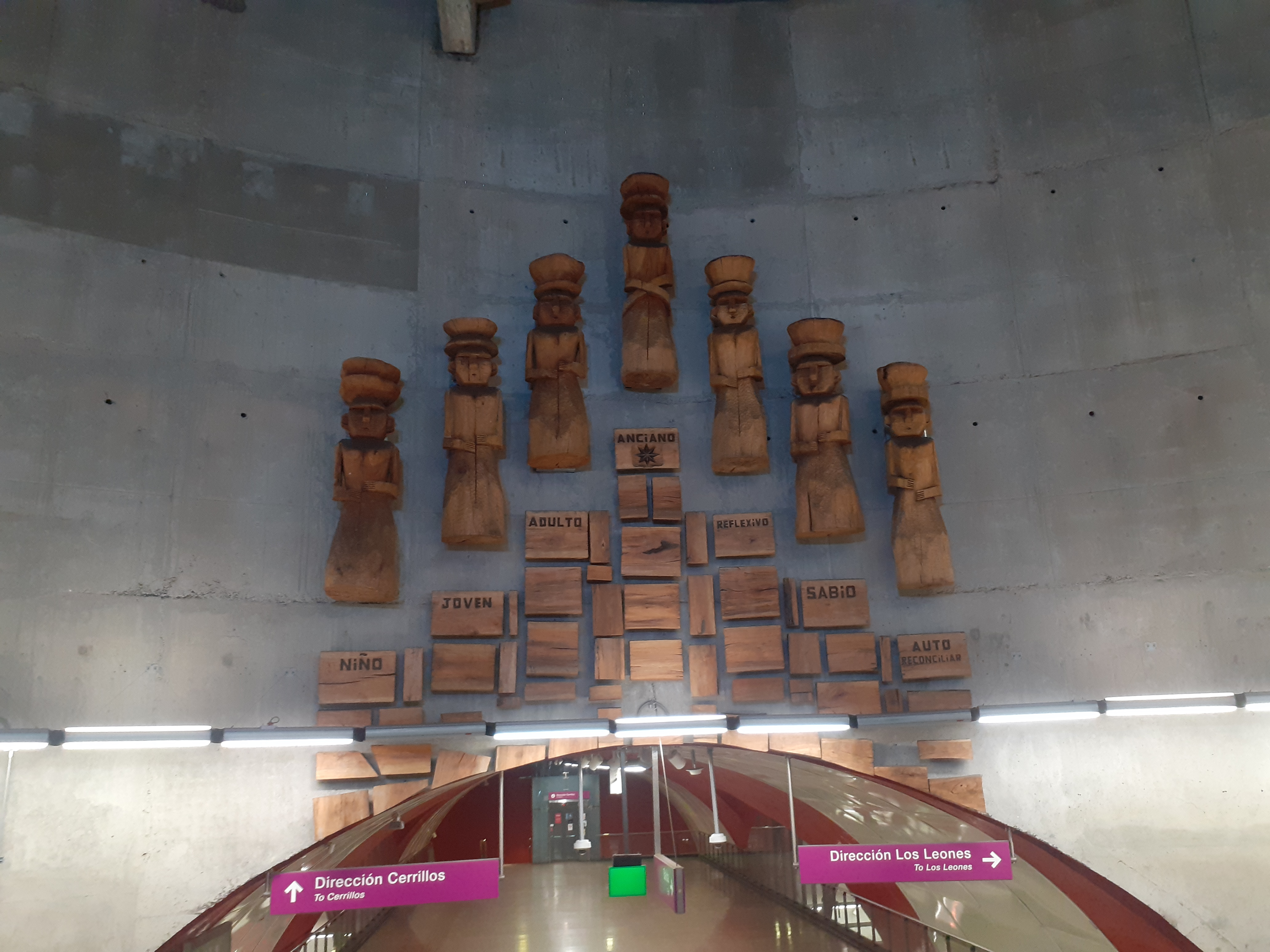
Obra Los Pasos de la Vida Por la Tierra, de Antonio Paillafil.

En el interior de la estación se puede encontrar la obra Los Pasos de la Vida Por la Tierra, trabajo realizado por Antonio Paillafil y que fueron instaladas el último día del We Tripantu de 2019 (24 de junio de dicho año). Se tratan de varias estatuas talladas en madera que representan a Chemamülles, figuras que personifican cuerpos humanos y que se utilizaban en ritos funerarios mapuches.
Todas las figuras están instaladas en el área que conecta la mezanina de la estación con el pasillo del cambio de andén y cada pieza mide alrededor de 2 metros y pesan casi 300 kilos.

## Origen etimológico
La estación se localiza a pasos del Parque Intercomunal Víctor Jara y del mencionado barrio comercial, uno de los más antiguos de la ciudad.

## Galería

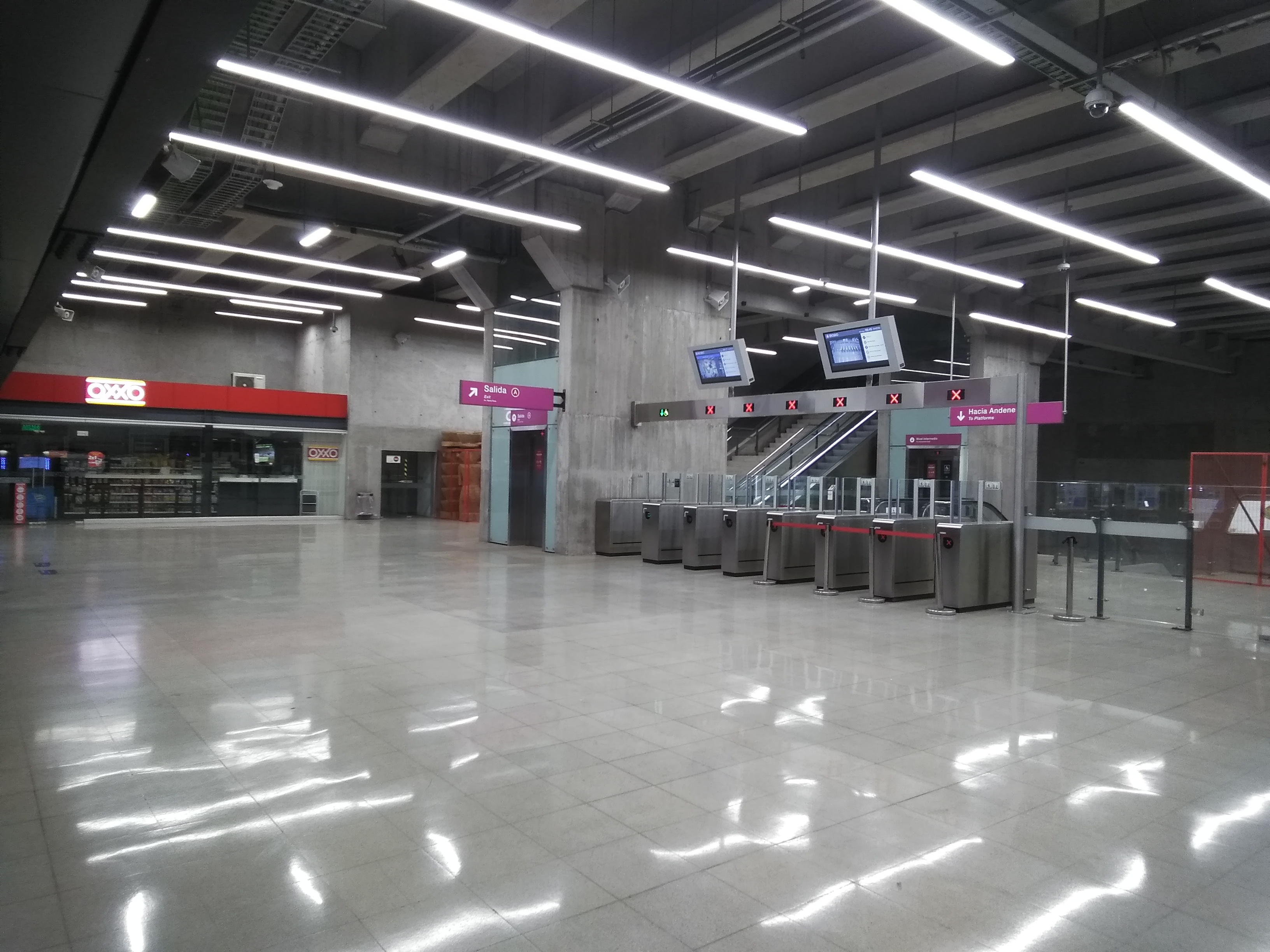
Mezzanina de la estación.
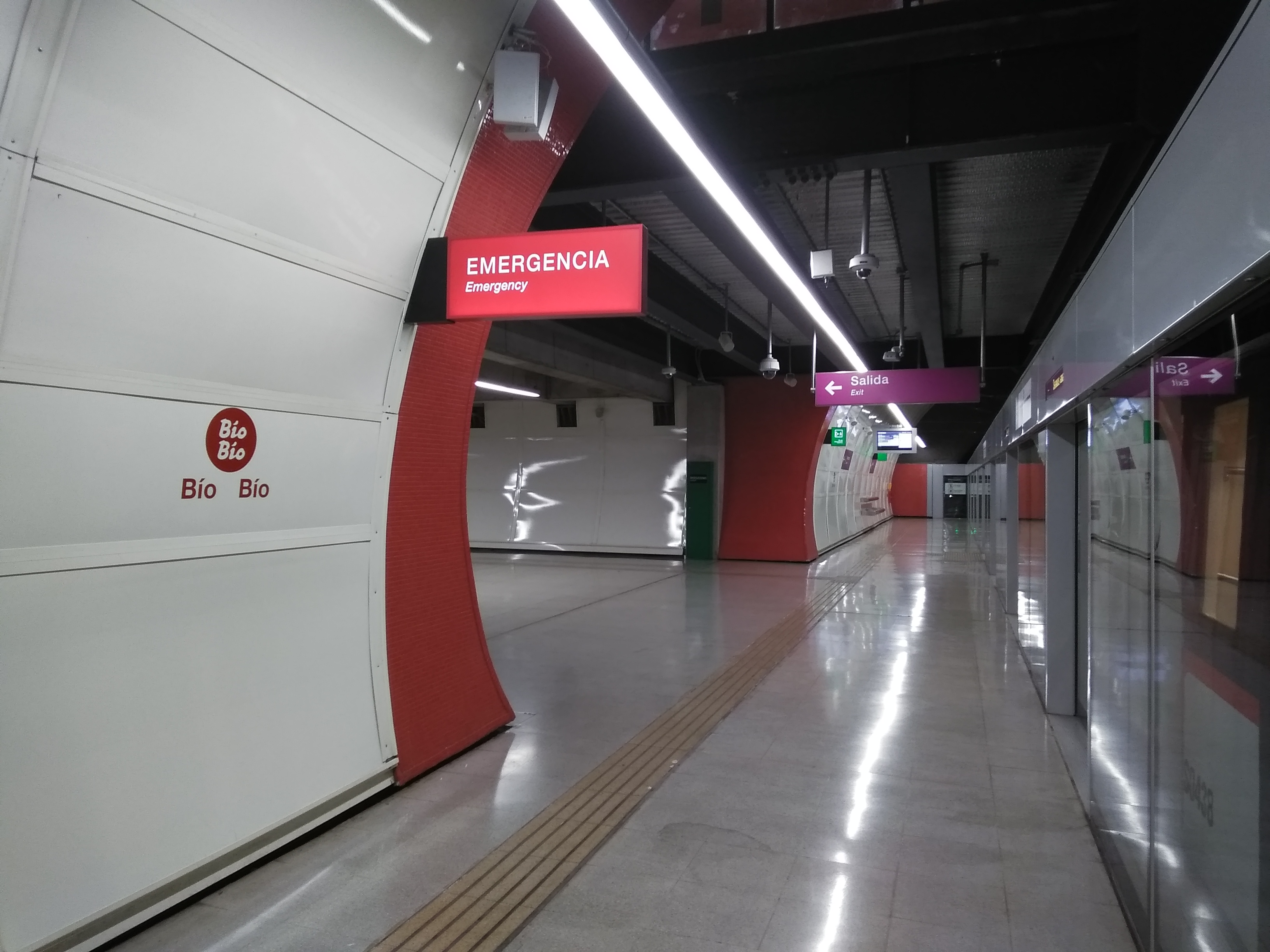
Andén en dirección Los Leones.
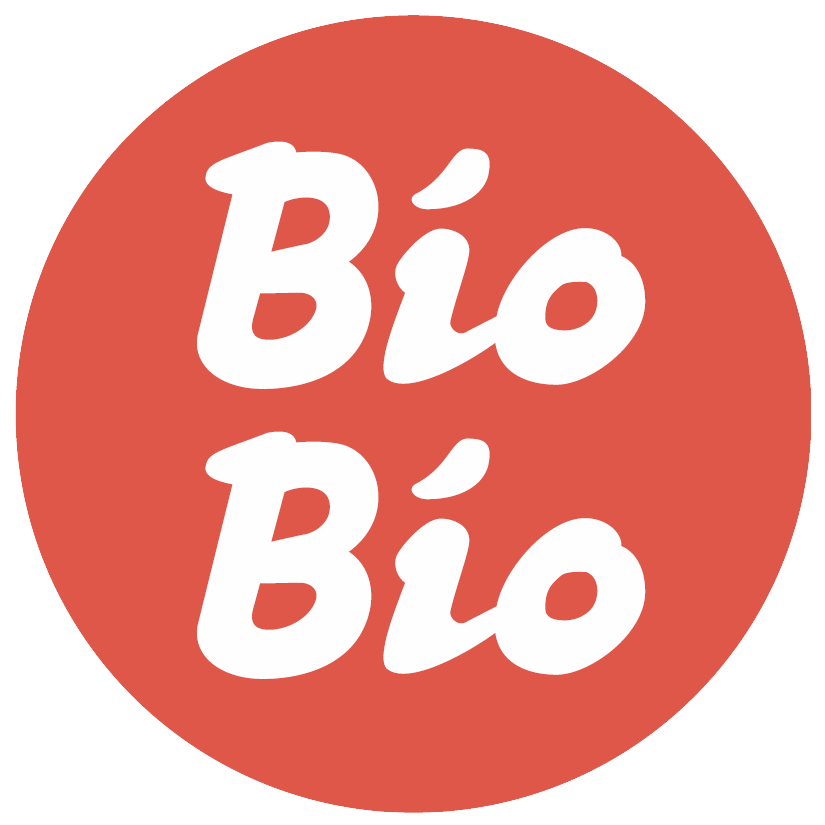
Pictograma que identifica a la estación.
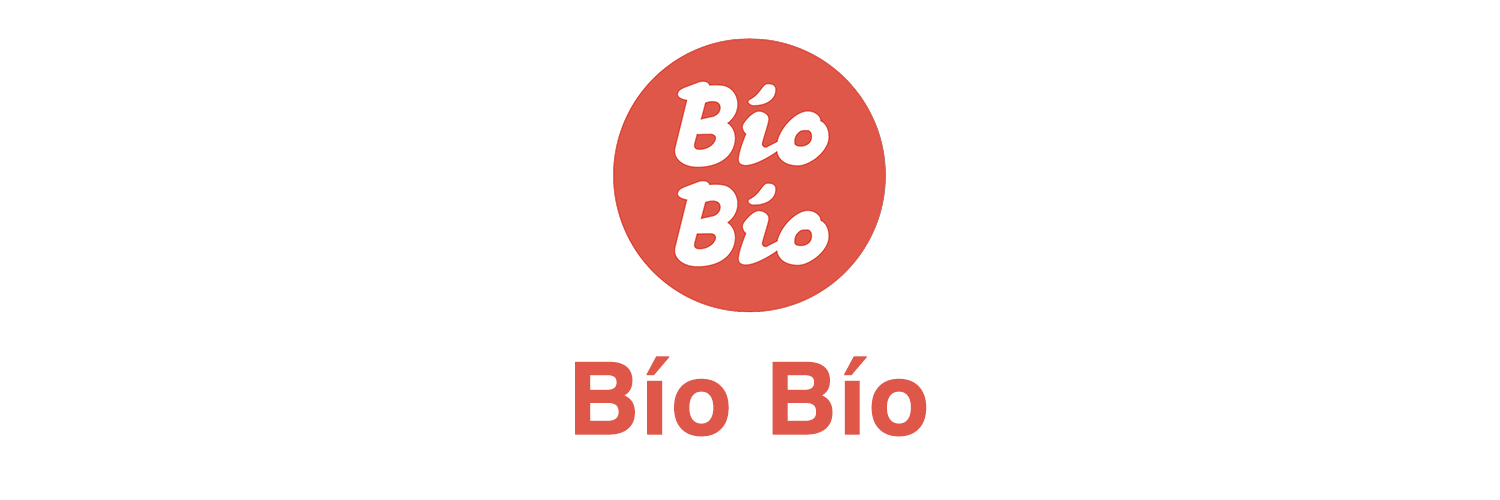
Cenefa utilizada actualmente en los andenes.

## Conexión con Red Metropolitana de Movilidad
La estación posee 9 paraderos de la Red Metropolitana de Movilidad en sus alrededores, los cuales corresponden a:
| Paradero                          | Recorridos                                                                                              |
| --------------------------------- | --- |
| Parada 1 / Metro Bío Bío (PH138)  | 203 (La Pintana) - 203e (La Pintana) - 203n (La Pintana) - 206 (La Pintana) - 206c (La Pintana)         |
| Parada 2 / Metro Bío Bío (PH161)  | 203 (Av. Recoleta) - 203e (Centro) - 203n (Huechuraba) - 206 (Centro) - 206c (Fin del recorrido)        |
| Parada 3 / Metro Bío Bío (PH183)  | 205 (Puente Alto) - 207 (Av. Santa Rosa) - 209 (El Volcán) - 227 (Portal Oeste)                         |
| Parada 4 / Metro Bío Bío (PH206)  | 205 (Santiago) - 207 (Mapocho) - 207e (Mapocho) - 209 (Alameda) - 227 (La Reina)                        |
| Parada 5 / Metro Bío Bío (PH785)  | 385 (Mall Florida Center) - E04 (Avenida La Florida)                                                    |
| Parada 6 / Metro Bío Bío (PH483)  | H04 (La Victoria)                                                                                       |
| Parada 7 / Metro Bío Bío (PH1646) | 205 (Puente Alto) - 207 (Av. Santa Rosa) - 207e (Av. Santa Rosa) - 209 (El Volcán) - 227 (Portal Oeste) |
| Parada 8 / Metro Bío Bío (PH434)  | 385 (Villa Francia) - D07 (Metro Franklin) - E04 (Metro Franklin)                                       |
| Parada 9 / Metro Bío Bío (PH401)  | 385 (Mall Florida Center) - E04 (Avenida La Florida)                                                    |